# Haiyang, Anhui
Haiyang (kinesiska: 海阳) är en köping i östra Kina. Den ligger i Xiuning härad i staden Huangshan i provinsen Anhui,  omkring 250 kilometer söder om provinshuvudstaden Hefei. Antalet invånare är 48 928. Befolkningen består av 24 208 kvinnor och 24 720 män. Barn under 15 år utgör 14,0 %, vuxna 15-64 år 74 %, och äldre över 65 år 10,0 %.